# Pseudopaludicola mystacalis
Pseudopaludicola mystacalis es una especie  de anfibios de la familia Leptodactylidae.

## Distribución geográfica
Se encuentra en Argentina, Bolivia, Brasil, Paraguay y, posiblemente, Uruguay. 

## Estado de conservación
Se encuentra amenazada de extinción por la pérdida de su hábitat natural.